# Abronia chiszari
El dragón (o dragoncito) de la sierra de Santa Martha, también conocido como lagarto arbóreo de Chiszar, lagarto alicante o escorpión arborícola (Abronia chiszari), es una especie de lagarto de la familia de los ánguidos (lagartos de cristal). La especie es endémica de México. Esta lagartija alcanza una longitud hocico - cloaca de hasta 9.3 cm, posee cola prensil y patas relativamente largas. Su cabeza gris plateada posee marcas oscuras, el color de fondo de su región dorsal es gris y amarillo con bandas transversales oscuras, su vientre es gris con pequeñas manchas de tono más oscuro. Hasta años recientes se conocían sólo dos especímenes recolectados en la Sierra de Santa Martha, en la región de los Tuxtlas, Veracruz, y en altitudes entre los 360 y 800 m s. n. m. En 1999, algunos especímenes fueron observados cerca del Volcán San Martín (a unos 20 km al noroeste de la localidad tipo) en altitudes que variaban entre los 1,100 y 1,200 m s. n. m. Por tanto, la distribución real de la especie muy probablemente no sólo incluye el bosque tropical lluvioso ubicado a bajas altitudes en la región de Los Tuxtlas, sino también el bosque mesófilo de montaña que se encuentra en elevadas altitudes de los dos volcanes de Santa Martha y San Martín. 
Las poblaciones de la especie en estos volcanes están separadas por amplias zonas de baja altitud totalmente deforestadas. Esta lagartija es de hábitos arborícolas y probablemente pasa mucho tiempo de su vida en la parte más alta de los árboles. Habita en climas cálido - húmedos y cálido - subhúmedos. La región de Los Tuxtlas ha sido intensamente deforestada en las últimas décadas; no obstante, el hábitat en la Sierra de Santa Martha es tal vez una de las áreas mejor conservadas. En la cima del volcán San Martín la situación es mucho más crítica, ya que abajo de los 1,000 m de altitud prácticamente el bosque ha desaparecido, mientras que en las zonas más altas la tala inmoderada continúa de manera indiscriminada, lo cual augura que en poco tiempo el bosque habrá desaparecido por completo en esa zona. La NOM-059-SEMARNAT-2010 clasifica a la especie en peligro de extinción; la IUCN 2019-1 la clasifica como en peligro. La pérdida del hábitat por tala inmoderada y el cambio de uso de suelo representan los principales factores de riesgo para la especie.

## Características
Tiene una longitud de 9.3 cm. de longitud y se diferencia del resto de especies del género Abronia por presentar 39 o más hileras transversales de escamas dorsales y ocho hileras transversales de escamas nucales; cuerpo y cabeza muy delgados y alargados; la cabeza en los adultos es color gris plateado con marcas oscuras; color de fondo en la región dorsal del cuerpo gris y amarillo con bandas transversales oscuras; vientre gris con pequeñas manchas de tono más oscuro.

## Distribución
Este lagarto se distribuye en el volcán Santa Marta, en la Sierra de los Tuxtlas en el estado de Veracruz en México, a unos 360 a 800 m s. n. m.. Actualmente se han encontrado especímenes en el volcán San Martín, cerca de 20 km. al noroeste en altitudes que variaban entre los 1100 y 1200 m s. n. m..